# Agrothereutes ramellaris
Agrothereutes ramellaris är en stekelart som först beskrevs av Tohru Uchida 1930.  Agrothereutes ramellaris ingår i släktet Agrothereutes och familjen brokparasitsteklar. Inga underarter finns listade i Catalogue of Life.